# Vlastimil Bubník
Vlastimil Bubník (Kelč, 18 de marzo de 1931 - Brno, 6 de enero de 2015) fue un futbolista checo que jugaba en la demarcación de delantero. Además participó con la selección de hockey sobre hielo de Checoslovaquia.

## Biografía
Debutó como futbolista en 1953 con el Rudá Hvězda Brno después de haberse formado en el SK Královo Pole. Disputaba la segunda división de Checoslovaquia, hasta que en 1956, tras quedar en primera posición, ascendió a la Primera División de Checoslovaquia. En 1961 jugó la Recopa de Europa de Fútbol, donde fue eliminado en cuartos de final por el Dinamo Zagreb. En 1962 fichó por el FC Zbrojovka Brno, donde jugó hasta 1967, donde se retiró como futbolista.
Falleció el 6 de enero de 2015 en Brno a los 83 años de edad.

## Selección nacional
Disputó un total de once partidos con la selección de fútbol de Checoslovaquia, y marcó cuatro goles. Además, participó en la Eurocopa 1960, donde quedó en tercer lugar tras perder en la semifinal contra la Unión Soviética y ganando en el partido de tercer y cuarto puesto contra Francia.

## Clubes
| Club              | País           | Año         | Partidos | Goles |
| ----------------- | -------------- | ----------- | -------- | ----- |
| Rudá Hvězda Brno  | Checoslovaquia | 1953 - 1962 | 69       | 26    |
| FC Zbrojovka Brno | Checoslovaquia | 1962 - 1967 | 34       | 6     |

## Hockey sobre hielo
Jugó con la selección de hockey sobre hielo de Checoslovaquia en cuatro olimpiadas. En 1952 quedó en cuarta posición, mismo lugar que en 1960, además de la quinta posición en 1956. En las olimpiadas de invierno de 1964, consiguió la medalla de bronce.